# Geocoris arenarius
Espèce
Geocoris arenarius est une espèce d'insectes hétéroptères de la famille des Lygaeidae.